# Diocesi di Avensa
La diocesi di Avensa (in latino Dioecesis Avensensis) è una sede soppressa e sede titolare della Chiesa cattolica.

## Storia
Avensa, identificabile con le rovine di Bordj-Hamdouna nell'odierna Tunisia, è un'antica sede episcopale della provincia romana dell'Africa Proconsolare, suffraganea dell'arcidiocesi di Cartagine.
Mesnage identifica la sede Avensensis con quella Abbenzensis menzionata da Morcelli.
Sono due i vescovi noti di questa sede. Alla conferenza di Cartagine del 411, che vide riuniti assieme i vescovi cattolici e donatisti dell'Africa, partecipò Fortunatus episcopus plebis Abensensis, il quale dichiarò di non avere competitori donatisti nella sua diocesi. All'epoca del re vandalo Genserico (attorno al 460) un vescovo, che Vittore di Vita chiama sanctus Valerianus Abensae civitatis episcopus, fu esiliato dalla sua città e abbandonato alla campagna per essersi rifiutato di cedere al re gli oggetti di culto della sua Chiesa; questo vescovo è commemorato nel Martirologio romano al 15 dicembre.
Dal 1933 Avensa è annoverata tra le sedi vescovili titolari della Chiesa cattolica; dal 28 novembre 1977 il vescovo titolare è Kenneth Donald Steiner, già vescovo ausiliare di Portland.

## Cronotassi dei vescovi
- Fortunato † (menzionato nel 411)
- San Valeriano † (menzionato nel 460 circa)

## Cronotassi dei vescovi titolari
- Alfred Lanctôt, M.Afr. † (13 dicembre 1951 - 25 marzo 1953 nominato vescovo di Bukoba)
- Francis Valentine Allen † (2 luglio 1954 - 7 ottobre 1977 deceduto)
- Kenneth Donald Steiner, dal 28 novembre 1977